# Остарбайтеры

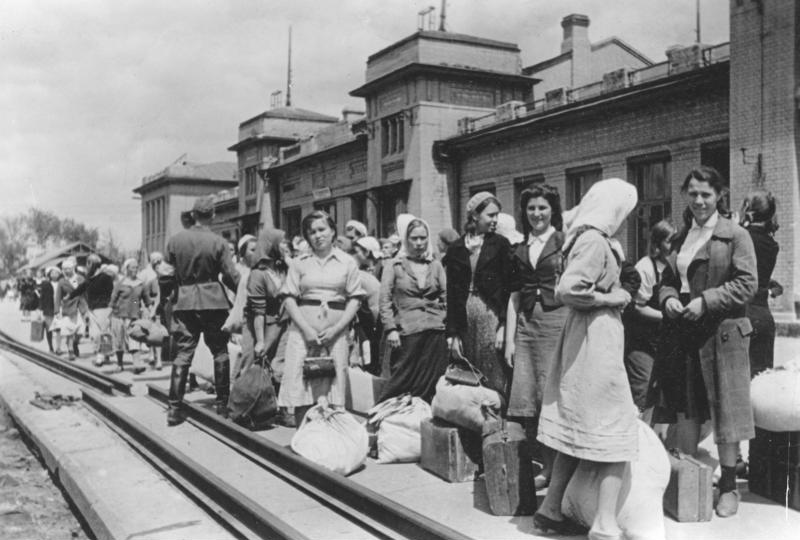
Отправка девушек с Украины на принудительную работу в Германию, май 1942 года

Нашивка остарбайтера, 1940—1945 гг.

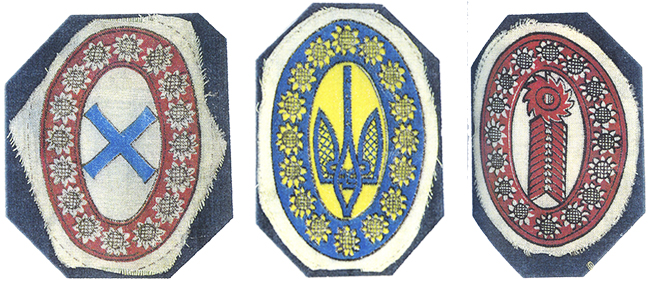
Национальные знаки (Volkstumabzeichen) остарбайтеров из России, Украины и Беларуси в соответствии с цветами их национальных флагов — бело-сине-красного, сине-жёлтого и бело-красно-белого, введённые 19 июня 1944 года. Символ русских рабочих, синий Андреевский крест в белом овале с красной каймой, соответствовал эмблеме власовского движения

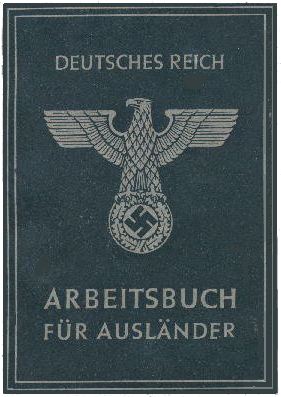
«Arbeitsbuch für Ausländer» — «Трудовая книжка для иностранцев», основной документ, регулировавший пребывание остарбайтера на территории рейха в период 1942—1945 гг.

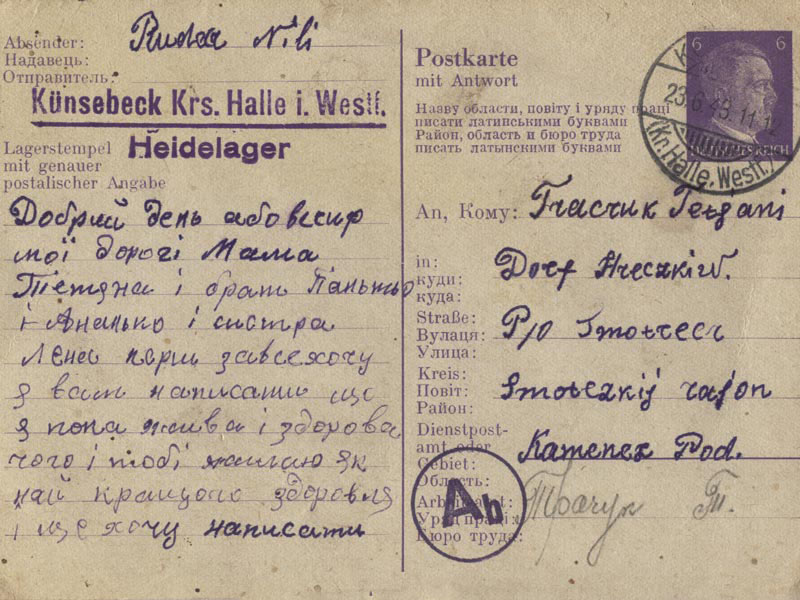
Письмо остарбайтера на родину в Каменец-Подольский, 1943

«Остарба́йтер» (нем. Ostarbeiter — «работник с Востока») — определение, принятое в Третьем рейхе для обозначения людей, вывезенных из Восточной Европы с целью использования в качестве бесплатной или низкооплачиваемой рабочей силы (1942—1944 гг.). Германские официальные лица (в том числе и непосредственный автор термина Герман Геринг) обозначали этим словом «рабочую силу с Востока», родом с территорий Восточной Европы, в том числе УССР, БССР, РСФСР.
Существует и другое смысловое понимание и использование данного термина: согласно публикациям, данным термином советские власти и общество обозначали всех граждан, депортированных германскими властями на территорию рейха с целью использования их в качестве рабочей силы.

## Основной регион происхождения
Остарбайтеры, в большинстве своём, были вывезены с территории Рейхскомиссариата Украина. Украинцы составляли основную часть этих огромных групп людей, среди которых также было много белорусов, русских и поляков, в меньшем количестве — татар. Евреям и цыганам даже теоретически в этом статусе было отказано. Национальность имела серьёзное значение и при отборе девушек: в помощь немецким домохозяйкам лучше всего подходили украинки.
Вывозу подвергались, в основном, молодые и сильные подростки (в возрасте около 16 лет), люди старше этого возраста, как правило, принимались в меньших количествах. 30 % остарбайтеров было отобрано в возрасте от 12 до 14 лет. К ноябрю 1943 года возрастной ценз по набору остарбайтеров был снижен до 10 лет.

## Терминология классификации рабочей силы
Официальные документы Рейха содержат информацию о том, что на конец лета 1944 года на работы на территорию «Великогерманского рейха» силой были увезены 7 млн 600 тысяч гражданских лиц и военнопленных. Таким образом, остарбайтеры составляли приблизительно четверть всей экономической и производительной мощности Германии того времени.
Между работниками из-за границы (дословно в переводе с нем.  — Fremdarbeiter) была искусственно создана классовая система различия на основе принадлежности каждого конкретного человека к определённой народности в соответствии с иерархией национальностей, принятой идеологией национал-социализма.
1. Фремдарбайтер (нем. Fremdarbeiter — «иностранный работник») — рабочие из стран Скандинавии и Италии[11].
2. Цвангсарбайтер (нем. Zwangsarbeiter — «принуждённый работник»). Категория состояла из двух групп:
  1. Милитэринтернирте (нем. Militärinternierte — «военно-интернированный») — в основном, военнопленные из стран Европы[9].
  2. Цивильарбайтер (нем. Zivilarbeiter — «гражданский работник») — в основном, поляки, угнанные на принудительные работы. Получали уменьшенный паёк и оплату труда; вынуждены были работать дольше, чем немцы. Не могли пользоваться общественными социальными удобствами и присутствовать на общественных собраниях и в общественных местах (начиная с запрета на пользование транспортом до закрытых для них ресторанов и церквей). Гражданским работникам было запрещено занимать определённые должности; они также обязаны были носить нашивку-обозначение.
3. Остарбайтер (нем. Ostarbeiter — «восточный работник») — были, в большинстве своём, вывезены с территорий оккупированных УССР, БССР, РСФСР. Носили на одежде знак «OST» (с нем. — «Восток») и были принуждены существовать в условиях гораздо более жестоких, чем даже «гражданские работники». Нередко были принуждены жить в специальных лагерях, обнесённых колючей проволокой и находящихся под охраной[7]. Были постоянной мишенью для проявлений жестокости и античеловечности со стороны представителей оккупационных властей и использовались, за некоторыми исключениями, как дешёвая или бесплатная рабочая сила. В конце войны 5 млн 500 тысяч остарбайтеров были возвращены в СССР[9].

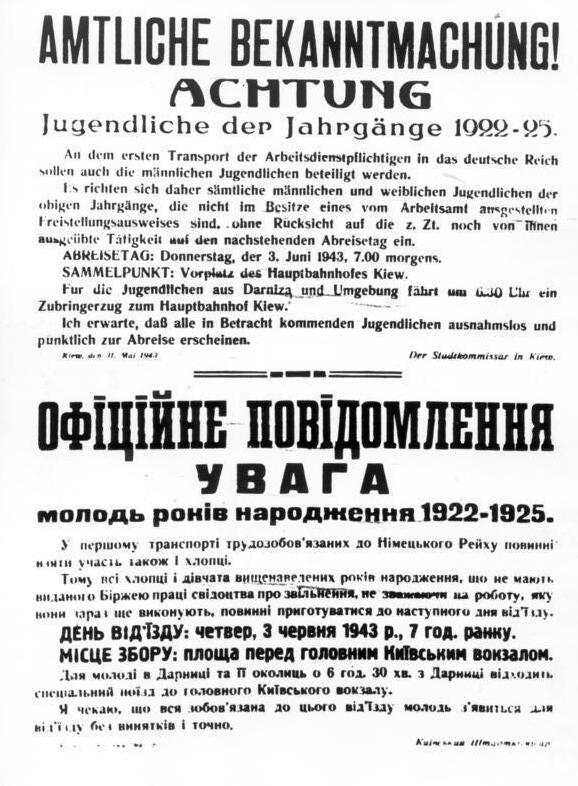
Плакат немецких оккупационных властей, сообщающий об отправке молодёжи на работу в Германию. Киев. 31 мая 1943 года

Агитационный плакат

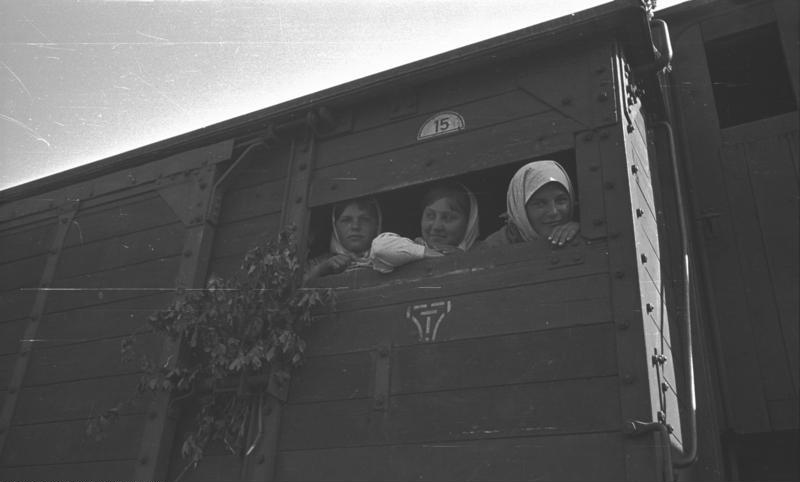
«Остарбайтеры» на пути в Германию

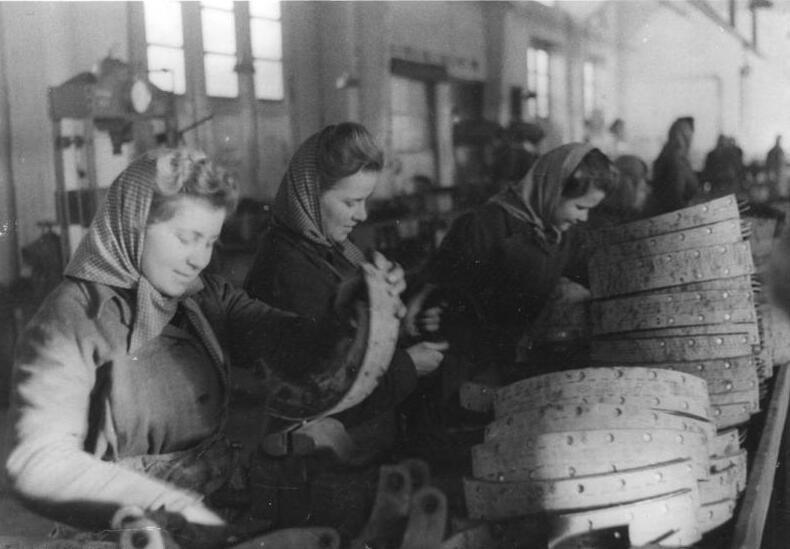
Советские женщины-остарбайтеры за работой. Берлин, 19 января 1945

## История явления

### Предисловие
Третий рейх столкнулся с индустриальным кризисом уже в 1941 году. Кризис возник в связи с тем, что очень большое число работников-немцев ушло на фронт. При этом запросы государства, ведущего активную захватническую войну, только возрастали. Для предотвращения возможного коллапса экономики Рейха было принято решение ввезти в Германию людей с захваченных вермахтом территорий Восточной Европы и использовать их для нужд германской военной промышленности и в сельском хозяйстве. Именно эти работники и получили название «остарбайтеры».

### Набор и рекрутирование

#### Советские военнопленные
В большом количестве использовались советские военнопленные, которых нельзя считать остарбайтерами — восточными работниками.
Сведения о численности советских военнопленных, находившихся в лагерях верховного главнокомандования вооружённых сил Германии (ОКБ) и использованных как рабочая сила в немецкой экономике в 1942—1945 гг. Примечание: Составлено по немецким учётным данным, хранящимся в федеральном и военном архивах Германии и Центральном архиве Министерства обороны РФ (ф. 500, оп. 12450, д. 86), а также по материалам военно-исторических трудов, изданных в ФРГ. По состоянию на:
| Численность военнопленных на дату | На работах в рейхе (концлагеря) | В лагерях ОКБ | Всего     |
| --------------------------------- | ------------------------------- | ------------- | --------- |
| 1 февраля 1942 г.                 | 1 020 531                       | 147 736       | 1 168 267 |
| 1 марта 1942 г.                   | 976 458                         | 153 674       | 1 130 132 |
| 1 апреля 1942 г.                  | 643 237                         | 166 881       | 810 118   |
| 1 июня 1942 г.                    | 734 544                         | 242 146       | 976 690   |
| 1 сентября 1942 г.                | 1 675 626                       | 375 451       | 2 051 077 |
| 1 октября 1942 г.                 | 1 118 011                       | 455 054       | 1 573 065 |
| 1 ноября 1942 г.                  | 766 314                         | 487 535       | 1 253 849 |
| 1 января 1943 г.                  | 1 045 609                       | нет данных    | —         |
| 1 февраля 1943 г.                 | 1 038 512                       | 493 761       | 1 532 273 |
| 1 июля 1943 г.                    | 647 545                         | 505 975       | 1 153 520 |
| 1 августа 1943 г.                 | 807 603                         | 496 106       | 1 303 709 |
| 1 декабря 1943 г.                 | 766 314                         | 564 692       | 1 331 006 |
| 1 марта 1944 г.                   | 861 052                         | 594 279       | 1 455 331 |
| 1 мая 1944 г.                     | 877 980                         | 618 528       | 1 496 508 |
| 1 июня 1944 г.                    | 875 733                         | 618 528       | 1 494 261 |
| 1 августа 1944 г.                 | 889 309                         | 631 559       | 1 520 868 |
| 1 сентября 1944 г.                | 905 864                         | 765 444       | 1 671 308 |
| 1 октября 1944 г.                 | 911 990                         | нет данных    | -         |
| 1 ноября 1944 г.                  | 929 100                         | нет данных    | -         |
| 1 января 1945 г.                  | 930 287                         | 750 000       | 1 680 287 |
| 25 апреля 1945 г.                 | -                               | -             | 800 000   |

Основным официальным источником данной информации являются донесения о людских потерях, получаемые архивами от фронтовых, армейских объединений, соединений, отдельных частей. Каждый месяц документы анализировались в Генеральном штабе, уточнялись и дополнялись материалами о неучтённых потерях. После этого данные докладывались в Ставку Верховного главнокомандующего.
После тщательного анализа всех источников предварительно было определено, что за годы войны пропало без вести и оказалось в плену 5 млн 59 тыс. советских военнослужащих, в числе которых — 500 тыс. военнообязанных, призванных по мобилизации, но захваченных противником на пути следования в воинские части. Как выяснилось при дальнейшем исследовании, не все пропавшие без вести были пленены — около 450—500 тыс. чел. фактически погибли или остались на поле боя, занятом противником, будучи тяжело ранеными.

#### Добровольцы из оккупированных районов
Первоначально кампания по набору остарбайтеров была запущена на территориях, захваченных Германией, в январе 1942 года. Ответственным за её проведение был комиссар по рабочей силе Фриц Заукель (нем. Fritz Sauckel). Объявление, данное в печать представителями этой кампании, гласило:
УКРАИНСКИЕ МУЖЧИНЫ И ЖЕНЩИНЫ! 

Большевистские комиссары разрушили ваши фабрики и рабочие места, и таким образом, лишили вас зарплаты и хлеба. 

Германия предоставляет вам возможность для полезной и хорошо оплачиваемой работы. 

28 января первый транспортный поезд отправляется в Германию. 

Во время переезда вы будете получать хорошее снабжение, кроме того, в Киеве, Здолбунове и Перемышле — горячую пищу. 

В Германии вы будете хорошо обеспечены и найдете хорошие жилищные условия. Плата также будет хорошей: вы будете получать деньги по тарифу и производительности труда. 

О ваших семьях будут заботиться всё время, пока вы будете работать в Германии. 

Рабочие и работницы всех профессий — предпочтительно металлисты в возрасте от 17 до 50 лет, добровольно желающие поехать в Германию, должны объявиться на БИРЖЕ ТРУДА В КИЕВЕ ежедневно с 8 до 15 часов. 

Мы ждем, что украинцы немедленно объявятся для получения работы в Германии.
Генерал-комиссар И. КВИТЦРАУ, С. А. Бригадефюрер. 

«Нове українське слово», 11.1.1942 г.
ПОВОРОТНЫЙ ПУНКТ 
 … Во время своих отпусков большинство из наших людей испытали сильный шок; недовольство, охватившее всю Германию, произвело на них очень тягостное впечатление. Некоторые из наших людей в качестве санитаров сопровождали поезда, следовавшие в Германию. Эти поезда перевозили русских - мужчин и женщин, которые были завербованы в Севастополе на совершенно добровольной основе для работы в военной промышленности. Наши санитары были крайне  встревожены теми условиями, в которых ехали эти люди. Мы всё ещё поддерживали добрые отношения с русскими. Нашим людям было неведомо, что эти русские едут прямиком в рабство, и все те недочеты, свидетелями которых они сами становились, списывали просто на недостатки в организации…
При отправлении в Германию первый поезд был переполнен. Предложений было столько, что отправление было перенесено на 22 января. Ехавшим в поезде украинцам в Здолбунове давали варёное просо с немецких полевых кухонь, а на другой станции — такое же просо, но уже пополам с мышиным помётом. Объявления продолжали появляться все следующие месяцы:
Германия зовет тебя! Уезжай в прекрасную Германию! 100 тысяч украинцев уже работают в свободной Германии. Как насчет тебя?
— объявление с таким текстом вышло в киевской газете за 3 марта 1942 года. Однако в Германии украинцев встретили плохие условия, и кампания по добровольному набору остарбайтеров утратила свою эффективность. Стали применяться силовые угоны людей в Германию. Впоследствии, пережившие немецкую оккупацию киевляне вспоминали:
… Да, действительно, мединститут работал. И я там училась. Месяца 3 или 4. Потом всех студентов отправили на сельхозработы. А когда вернулись в Киев, нас собрали в институте и объявили — завтра, с вещами, на вокзал, будете уезжать в Германию. Туда, конечно, никто не хотел, поэтому на вокзал не явились, прятались, где кто мог… В 43-м, после освобождения Киева, в мединституте снова начались занятия

### Насильственные отправления
С приходом на территорию «Рейхскомиссариата Украина» вестей о том, что условия для остарбайтеров в Германии далеки от человеческих, поток добровольцев быстро иссяк. Поэтому немцы начали прибегать к массовому силовому захвату людей, часто используя как подходящий предлог для акций депортации массовые скопления людей, пришедших на церковные службы или на спортивные соревнования. Целые толпы людей под прицелами автоматов шли к грузовикам, которые доставляли их к формирующимся эшелонам, увозящим их в Третий рейх. Фактически, эти признаки косвенно указывали на тот факт, что не менее 40 тысяч остарбайтеров умирали по тем или иным причинам ежемесячно.
Рейхскомиссар Эрих Кох получил приказ — обеспечить приток с территории Украины 450 тысяч новых работников в год любым способом. Немецкие документы свидетельствуют о том, что остарбайтер должен быть принуждён «работать до смерти». Несмотря на то, что 40 тысяч украинцев каждый месяц вывозились в Германию как остарбайтеры, рейхсминистр вооружений и военной промышленности Альберт Шпеер жаловался на то, что темпы работы сокращаются. В одном из внутренних документов Фриц Заукель требовал от рейхсминистра по делам восточных территорий Альфреда Розенберга, чтобы за ближайшие четыре месяца в Третий рейх был выслан 1 миллион мужчин и женщин, что составляло, ориентировочно, 10 тыс. человек в день. Более двух третей этих людей были вывезены с Украины. Во всех главных украинских городах немецкая армия захватывала на улицах молодых людей и девушек и отправляла их в Германию. Одним из стремлений немецкой администрации было постоянное снижение численности населения захваченных городов, что достигалось путём голода и депортаций.

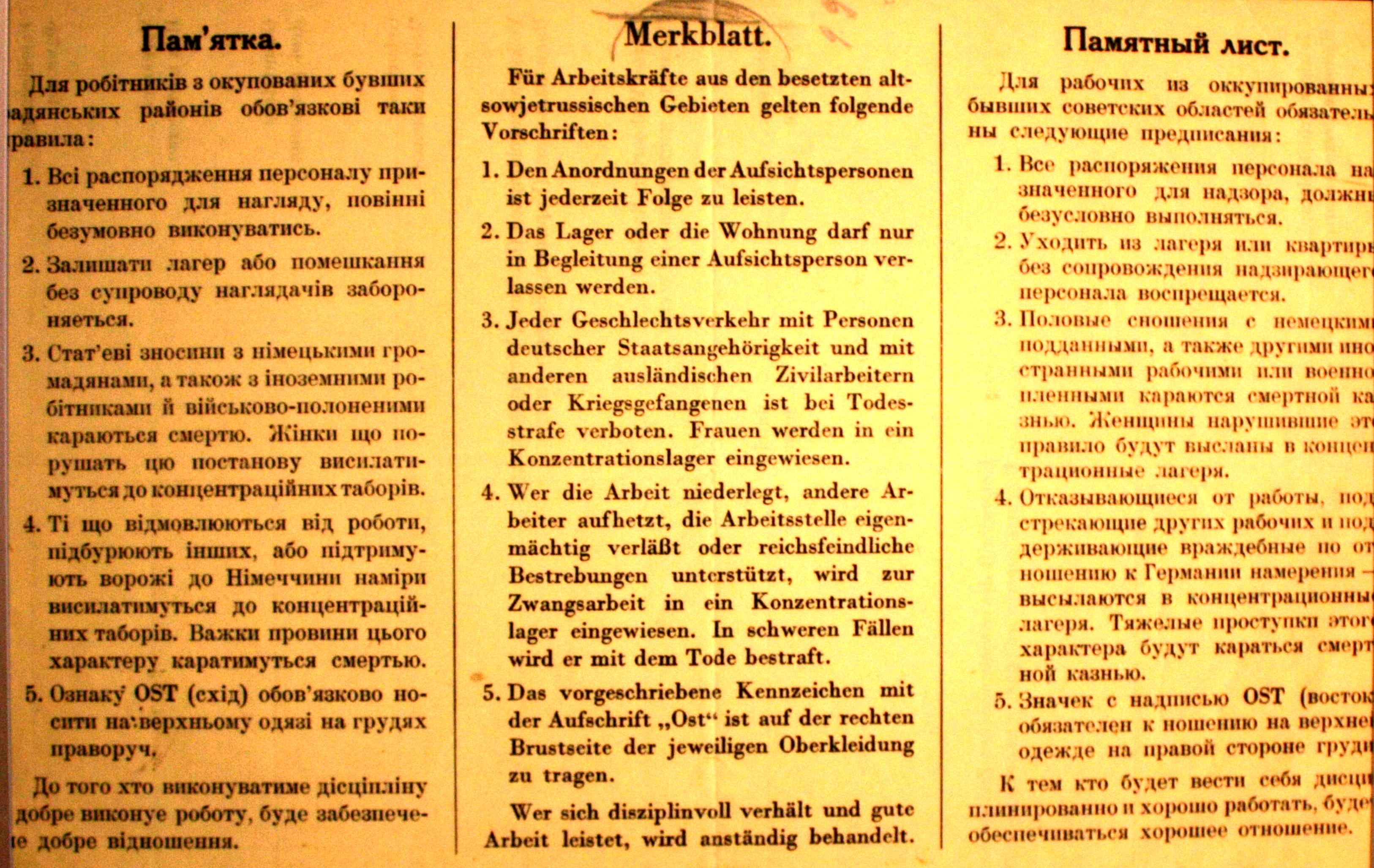
«Памятка остарбайтера». Выдавалась немецкими властями остарбайтерам на местах работы

3 сентября 1942 года Адольф Гитлер отдал приказ привезти в Германию 500 тысяч украинок для того, чтобы освободить от ведения домашнего хозяйства германских женщин. Общая численность девушек, взятых в Германию для работ по дому, составила 15 тыс..
В 1943—45 годах при отступлении немецких войск с временно оккупированных территорий СССР было угнано или ушло добровольно свыше пяти миллионов человек гражданского населения.

### Условия работы и содержания
Прибывшие остарбайтеры попадали в предварительные сортировочные лагеря, где их отбирали представители фирм-«работодателей».
Работа оплачивалась по ставкам гораздо меньшим, чем немецким рабочим. С введением в Германии карточной системы на основные продовольственные товары, обувь, одежду и т. д. полученные за работу деньги практически потеряли для остарбайтеров без продовольственных карточек всякую ценность. Некоторые авторитетные учёные[какие?] утверждают, будто бы во многих случаях компании не оплачивали труд остарбайтеров и «гражданских работников» вообще.

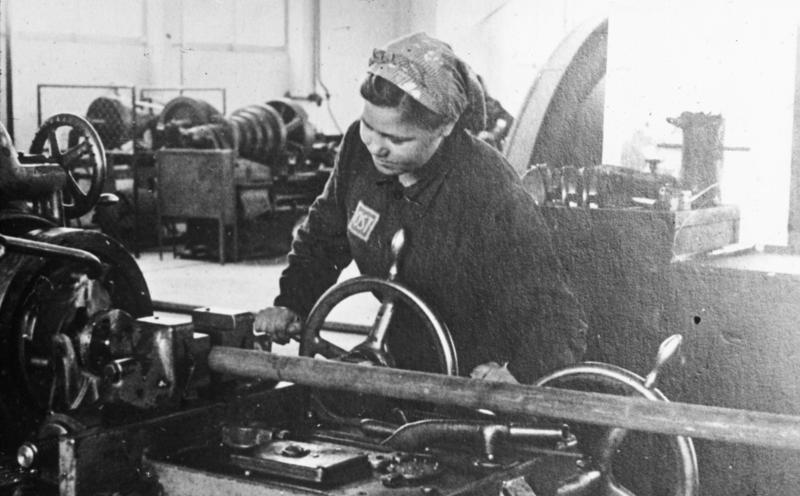
Работница-остарбайтер, занятая на токарном производстве в концерне ИГ Фарбен. 1941 год, район Аушвитца

В 1943 году немецкое правительство учредило сберегательные книжки для остарбайтеров. Наличной же оплаты труда, по утверждению бывшего остарбайтера С. Пономаренко, ему хватало только на бутылку пива в городе.
Остарбайтеры были ограничены в своей свободе передвижения и в выборе места пребывания (как уже приводилось выше, часто это были трудовые лагеря), им запрещено было вступать в половые контакты с немцами. 
 За побег или оставление своего рабочего места остарбайтеров могли избить или даже убить, причём с незначительными последствиями для совершивших это немцев..
Однако при этом достаточно часто встречаются и противоположные оценки условий работы:
Работал я на ферме у одной семьи — хозяйки с двумя дочками. Сено косил, коров доил, возил продавать молоко в Берлин. Кормили пять раз в день — хлебом с молоком. Частенько и за хозяйский стол отужинать приглашали — картошкой с мясом. Даже церковь посещал с ними… О победе наших я узнал от советских солдат, которые пришли побриться да помыться в дом хозяйки. Они меня и направили в штаб НКВД для проверки. Там я рассказал о дружбе с немкой, а мне судом пригрозили, если всего не забуду…
Сведения о жизни и быте остарбайтеров даёт исследование их писем на родину, отправленных до освобождения данной территории от оккупации:

Письма отличаются по своему содержанию в зависимости от места работы и условий проживания пишущего. В одном они похожи, в большинстве писем остарбайтеры спрашивают у родных, как у них с хлебом и другими продуктами. Описывая свои рационы, указывают на количество хлеба, причем меньше 300 граммов не встречалось. Повседневной пищей были суп, борщ, картошка, кофе, сыр, масло, колбаса, мёд. На неделю работникам выдавали табак, спички или две буханки хлеба. Необходимо отметить, что зарплата, хотя и мизерная, но была. Правда надо учитывать, что большинство из остарбайтеров было малоквалифицированными специалистами. Известны факты, что русские инженеры получали у немцев 300 и более рейхсмарок. Пользовались уважением медики, у врачей зарплата доходила до 150 марок. Для рабочих устраивались выходные дни, они могли получать и отправлять письма, получать посылки с родины. На Рождество им дарили рождественские подарки. В спальнях у каждого была тумбочка, кровать, два одеяла… Один из сотрудников Харьковского исторического музея рассказывал о хранящейся в фондах музея фотографии из студенческого билета женщины, которая, будучи на работах в Германии, посещала Берлинский университет.

Работавшие на разных предприятиях земляки посещали друг друга в выходные дни, для них устраивались танцы. А моя двоюродная бабушка познакомилась в городе Гале с русским остарбайтером и вышла за него замуж. Соседка моих родственников подтвердила это и при этом добавила, как этот парень ухаживал сначала за ней. Встречаются описания жизни людей в доме с хозяевами-немцами, когда наши женщины плакали об убитых немцах из этой семьи на восточном фронте
Цитата из письма, хранящегося в Государственном архиве Харьковской области:
… Мамо я сичас нахожуся у Чехословачине город Гайнездорф работаю у заводи работа легка работаю 8 часов у теплому як Ленка у Павлограде работала у недилю выходной получим грошей по 17 рублей 17 копеек. Мамо я нимецки 26 марок обминяла на ихни, а русски не миняют. Мы купуемо пиво лимонад а приеду домой через рик привезу всим гостинци. Годують харашо як Микола Салацкий писав мамо поправилась я як Галка Западенська. Я вам передавала Миколою гроши 300 рублей и письмо чи вин отдав… 
Также остарбайтеры погибали во время воздушных бомбардировок немецких городов силами антигитлеровской коалиции, и многие искали любые возможности, чтобы вернуться домой. Так, украинский автор Григорович утверждает, что известен случай, когда девушка отрубила себе пальцы станком, чтобы её отправили домой. Девушек также отправляли домой, если они беременели. Однако такая практика была быстро прекращена властями Германии.
Остарбайтер был обязан носить нашивку тёмно-голубого и белого цветов с надписью «OST», которая сообщала немцам, что этот человек — работник с Востока, и понижала его в правах.
19 июня 1944 года вышел закон о замене знака «OST» на национальные знаки (нем. Volkstumabzeichen), что должно было поощрить остарбайтеров: немцы называли их «почётными»; Фриц Заукель указывал на этот закон как на свою заслугу на Нюрнбергском процессе, снимавшую «униженное самоощущение восточного рабочего». Нашивки были оформлены в соответствии с цветами национальных флагов стран происхождения остарбайтеров: в цвета бело-сине-красного флага для русских, в жёлтый и синий для украинцев и в цвета бело-красно-белого для белорусов. На знаке украинцев был изображён тризуб, на белорусском — колос и шестерёнка. Символ русских остарбайтеров, синий Андреевский крест в белом овале с красной каймой, соответствовал эмблеме власовского движения, несмотря на протесты со стороны самого Власова, говорившего о деморализующем эффекте таких обязательных знаков, в ответ на эти протесты Гиммлер обещал обсудить этот вопрос с Гитлером. Реализация закона о замене знаков на практике значительно тормозилась: хотя некоторые рабочие говорили, что со второй половины 1944 года они могли вообще не носить знак, а в нацистской пропаганде публиковались снимки ношения знаков, для большинства рабочих знак «OST» оставался обязательным, а процесс замены знаков был перенесён на неопределённый срок.
К началу 1945 года в условиях кризиса материальных ресурсов Третьего Рейха и роста статуса власовских формирований, как дополнительного источника военной силы, у Власова и его сподвижников появилась возможность защищать права «остарбайтеров», несмотря на сопротивление со стороны нацистской бюрократии, СС и DAF, главным образом достаточно пассивного. Отмены знака «OST» добиться не удалось, но в феврале 1945 года замена «OST» на «национальные знаки» под давлением КОНР и Власова всё же состоялась, однако ввиду скорого конца войны и поражения Германии всеобщая обязательная смена не произошла, а нашивки «OST» были собраны нацистами для повторного использования. Также удалось добиться циркуляра Гиммлера об отмене телесных наказаний для «остарбайтеров» и привлечении к ответственности за жестокое обращение с ними, и уравнивания «остовцев» в плане продовольствия со «второй категорией» рабочих с оккупированных территорий: французами, бельгийцами и голландцами. Остальные изменения были либо незначительными, либо символическими. 27 февраля Власов заявил, что КОНР также добился отмены пятнадцатипроцентного налога на зарплату «остарбайтеров».

### Статистика
- Во время немецкой оккупации Восточной Европы в годы Второй мировой войны более трёх миллионов человек были увезены в Третий рейх в качестве остарбайтеров. В обвинительном заключении Нюрнбергского процесса по делу главных немецких военных преступников указывалось, что из Советского Союза германские оккупационные власти принудительно вывезли 4 млн 979 тыс. человек гражданского населения.[6]
- В целом, различные официальные советские оценки колеблются в интервале 6,8—7,0 миллионов человек, в том числе военнопленных — 2 млн (на 1,1 млн ниже, чем по немецким данным), а гражданских лиц — от 4,8 до 5 млн человек[6]. Некоторые исследователи называют цифру в 5 млн 500 тыс. человек[7].
- От 2/3 до 3/4 всех остарбайтеров были украинцами. Профессор Кондюфор (Prof. Kondufor) опубликовал цифры своих исследований, согласно которым, во время Второй мировой войны 2 млн 244 тысячи украинцев были депортированы в рабство в Германию. Другая статистика оперирует цифрой в 2 млн 196 тыс. 166 человек украинской национальности (Dallin, p. 452). Около 400 тыс. белорусов было вывезено в Германию[31].

Эти статистические данные, возможно, не включают в себя несколько сотен тысяч украинцев с территории Галичины, где молодёжь также была мобилизована в строительные батальоны «Баудинст», что иногда вынуждало потенциальных мобилизованных делать выбор между «Баудинстом» и работой в Германии, так что итоговая цифра может достигать 2 млн 500 тыс. чел. украинской национальности.

### Работа и занятость

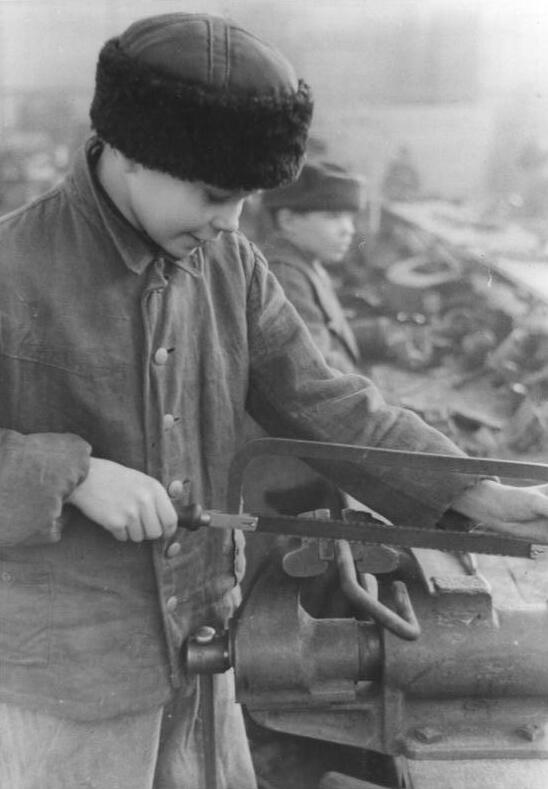
14-летний украинец-остарбайтер

Доля женщин среди остарбайтеров была несколько выше доли мужчин. Они были заняты на работах в сельскохозяйственном производстве, добыче полезных ископаемых, производстве оружия, металлопродукции и на железнодорожных работах. Два миллиона украинцев работали, в основном, на оружейных заводах и фабриках, включая и производство ракет класса V-2 в Пенемюнде.

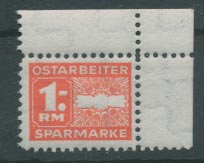
Марка остарбайтера, 1942—1945 гг.

Прибывшие в Третий рейх остарбайтеры попадали в предварительные лагеря, выполнявшие роль сортировочных, где представители компаний-работодателей напрямую отбирали будущих работников. Ford-Werke AG в Кёльне и Опель в Рюссельсхайме набирали тысячи человек для своих нужд. Всего рабский труд остарбайтеров и цивильарбайтеров использовали более 200 компаний, включая Daimler-Benz, Deutsche Bank, Siemens-Schuckertwerke, Volkswagen, Hoechst, Dresdner Bank, Krupp, Allianz, BASF, Bayer, BMW и Degussa. Несмотря на то, что большинство остарбайтеров было занято на крупных военных предприятиях рейха, некоторым доставалась работа на мелких и средних частных фабриках; и мелкие, и крупные предприятия были целями воздушных налётов.
Работа остарбайтеров была признана крайне продуктивной и выгодной. Производительность мужчины-остарбайтера приравнивалась к 60—80 % производительности немецкого работника, производительность женщины достигала 90—100 % немецкого «эквивалента».

### Остарбайтеры и медицинские эксперименты
6 сентября 1944 года рейхсминистр внутренних дел Германии Генрих Гиммлер издал приказ, согласно которому в ряде психиатрических больниц рейха проводилось уничтожение всех находившихся там на лечении остарбайтеров:
С увеличением количества остарбайтеров и поляков, привезённых в Германский рейх в качестве рабочей силы, их помещение в Германские психиатрические госпитали как умственно больных пациентов становится всё более частым… 

В связи с нехваткой помещений в германских госпиталях является безответственным лечить этих больных людей, которые в обозримом будущем не будут годными для работы в Германских учреждениях в течение длительного срока.
Точной численности остарбайтеров, уничтоженных на основании этого приказа в немецких психиатрических учреждениях, на данный момент не известно. Так, из 189 пациентов, принятых в отделение для остарбайтеров психиатрической лечебницы Кауфбойрена, 49 умерли в результате голодных диет или смертельных инъекций.

## Репатриация

### Возвращение на родину

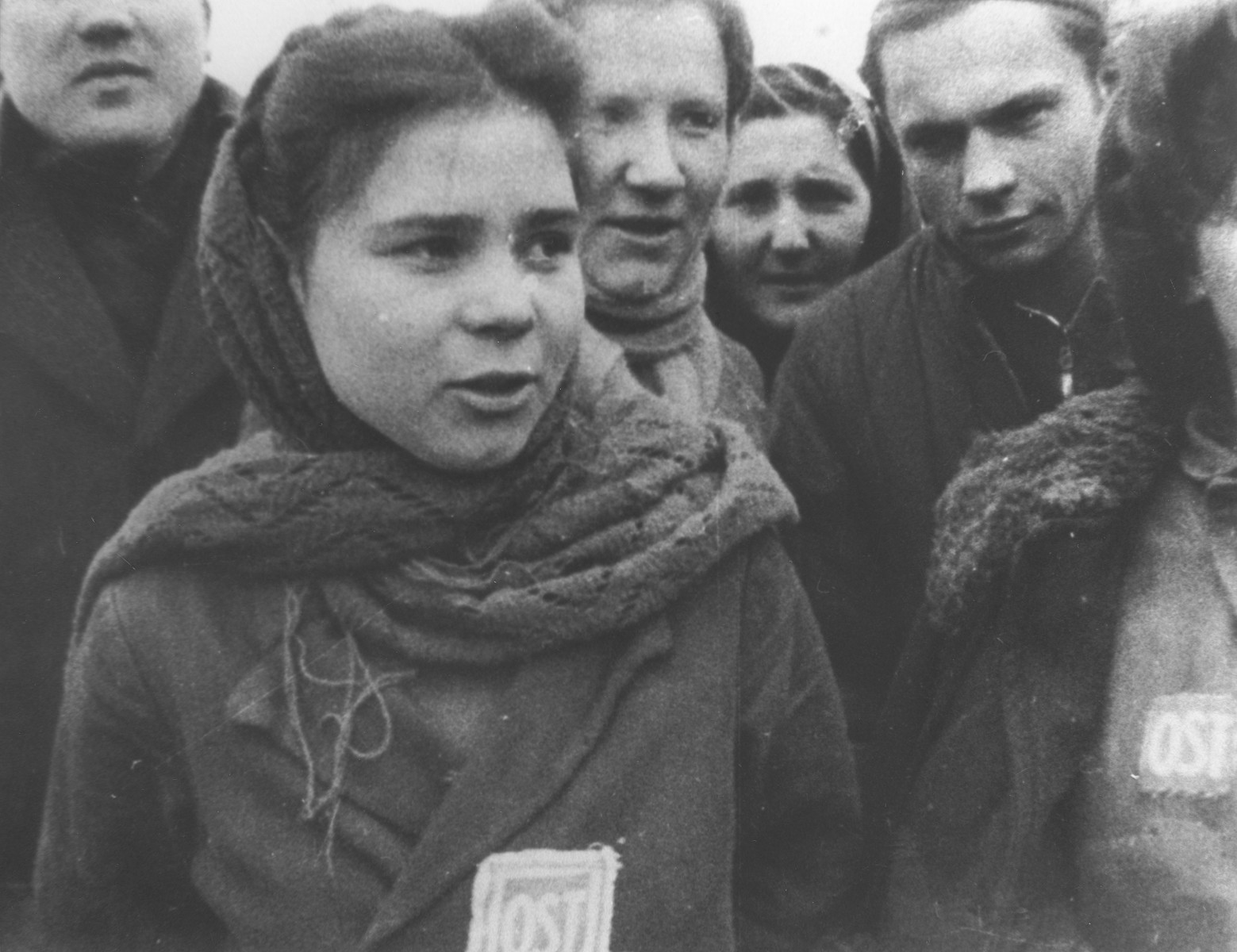
Девушка-остарбайтер с нашивкой «OST», освобожденная из лагеря содержания под Лодзью

В октябре 1944 года было создано Управление уполномоченного Совета народных комиссаров СССР по делам репатриации граждан СССР из Германии и оккупированных ею стран, которое занималось возвращением на родину миллионов советских граждан, вывезенных во время немецкой оккупации на принудительные работы в Третий рейх. Его возглавил бывший руководитель советской военной разведки генерал-полковник Ф. И. Голиков. В интервью ТАСС, опубликованном в газете «Правда» 11 ноября 1944 года, он подчеркнул: «…Люди, враждебно настроенные к Советскому государству, пытаются обманом, провокацией и т. п. отравить сознание наших граждан и заставить их поверить чудовищной лжи, будто бы Советская Родина забыла их, отреклась от них и не считает их больше советскими гражданами. Эти люди запугивают наших соотечественников тем, что в случае возвращения их на Родину они будто бы подвергнутся репрессиям. Излишне опровергать такие нелепости. Советская страна помнит и заботится о своих гражданах, попавших в немецкое рабство. Они будут приняты дома, как сыны Родины. В советских кругах считают, что даже те из советских граждан, которые под германским насилием и террором совершили действия, противные интересам СССР, не будут привлечены к ответственности, если они станут честно выполнять свой долг по возвращении на Родину». Таким образом, была сформулирована официальная позиция Правительства СССР по отношению к военнопленным и интернированным гражданам.
После окончания Второй мировой войны три миллиона из приблизительно пяти миллионов остарбайтеров, оказавшиеся в зоне оккупации союзников, были помещены в лагеря для беженцев и перемещённых лиц, откуда многие из них были отправлены в фильтрационный лагерь в Кемптене для процедуры установления личности и возвращения их в страну прибытия, в основном в СССР. Для того, чтобы убедить остарбайтеров из СССР вернуться на Родину, советские власти использовали специальные агитбригады.
Часть остарбайтеров (не менее 30 %) попала в Германию детьми или подростками, будучи разлучёнными со своими родителями, что влияло на их решение о возвращении. Оказавшиеся во французской или англо-американской зонах оккупации бывшие работники рейха в большинстве своём были принуждены властями этих стран возвратиться в СССР. Согласно подписанному этими странами Ялтинскому соглашению, граждане СССР и Югославии должны были вернуться в страны своего гражданства независимо от их желания. Аналогичные обязательства принял на себя СССР. 11 февраля 1945 года были заключены двухсторонние советско-американское и советско-английское соглашения о взаимной репатриации советских, американских и английских граждан. Подобное соглашение с Францией было подписано 26 июня 1945 года.
Остарбайтеры, осознававшие угрозу сталинских репрессий, отказывались возвращаться в СССР. Бывшие остарбайтеры, оказавшиеся в советской зоне оккупации, были возвращены в СССР автоматически. При этом, как считал историк В. Н. Земсков, якобы «большинство советских перемещённых лиц боялось не того, что им не разрешат остаться на Западе, а того, что им не разрешат вернуться в Советский Союз».
В истории есть множество свидетельств того, как представители западных властей предлагали бывшим остарбайтерам остаться, мотивируя своё предложение возможностью проведения «чисток» и массовых репрессий в их отношении советскими властями. Так, опубликованы и стали достоянием общественности выдержки из сводок Управления уполномоченного СНК СССР по делам репатриации, где можно прочитать такие строки:
Сводка от 20 ноября 1944 года:
… В Финляндии из числа 680 советских граждан, служивших в финской армии, бежало и укрылось 405 человек вследствие попустительства финских властей…
Сводка от 1 декабря 1944 год:
… США. Налаживаются более благоприятные отношения, но списков американцы на наших людей, находящихся в лагерях США, еще не передали. Американцы заставляют наших людей в лагерях заполнять анкету, предупреждающую о казни пленного при повторном его пленении врагом. Делают это, видимо, с целью принудить и получить от наших граждан заявление о нежелании возвращаться на Родину…Греция. Английские военные власти отказываются от организации сборных пунктов на территории Греции для наших людей. Отмечается также неприязненное отношение греческих местных властей к мероприятиям наших представителей…
Сводка от 10 февраля 1945 года:
…Английские власти продолжают не признавать гражданами СССР советских людей из Прибалтики, Западной Украины и Западной Белоруссии и на этом основании не включают их в число подлежащих репатриации…
В октябре 1945 года Верховный главнокомандующий англо-американскими экспедиционными силами генерал Дуайт Эйзенхауэр запретил использование силы и принуждения в отношении решения о репатриации для советских и югославских граждан, пребывавших в американской зоне влияния. Некоторые из бывших остарбайтеров, столкнувшись с необходимостью вернуться в СССР после добровольного отбытия в рейх для «помощи по хозяйству», покончили жизнь самоубийством.
Репатриации не подлежали белогвардейцы и эмигранты, которые не были гражданами СССР. Исключением стала только выдача англичанами казаков в Лиенце во главе с казачьими генералами Красновым, Шкуро и др.
Тем не менее, избежать депортации и остаться после войны на Западе смогли многие бывшие граждане СССР, часть из которых впоследствии перебралась из Европы в другие страны (государства Латинской Америки, США, Канаду, Австралию и т. д.).

### Судьба остарбайтеров, вернувшихся в СССР
Репатриантам пришлось пройти через сито советских проверочно-фильтрационных лагерей, где они допрашивались сотрудниками НКВД или СМЕРШа. В случаях, когда по возвращении из плена на бывших остарбайтеров были собраны серьёзные улики в преступлениях, они подвергались репрессиям за коллаборационизм.
Многие вернувшиеся из немецкого плена были духовно и физически сломлены; более того, они официально считались лицами, чья лояльность существующему режиму была сомнительной, и это снова подвергало их дискриминации, так как в последующем все лица, побывавшие на принудительных работах в Германии, в плену или проживавшие на временно оккупированной территории, были обязаны указывать это в своих анкетах при поступлении на службу, работу или учёбу (то же самое касалось и родственников этих лиц). Как результат, люди часто получали отказ в приёме на определённую работу или учёбу, а из-за особенностей советского общества они также были подвержены общественному осуждению. Многие жертвы немецкого плена свидетельствовали, что в течение всей своей дальнейшей жизни они подвергались унижению и осуждению со стороны других людей, обвинявших остарбайтеров в том, что те жили в Третьем рейхе с комфортом в то время, когда СССР боролся с захватчиками.
В западной литературе уже в первый послевоенный год распространились мифы о неких «расстрельных списках» репатриантов, повторённые в книге Н. Толстого «Жертвы Ялты» (издана в 1977 году на английском языке, в 1988 г. — на русском языке в Париже) и затем М. Геллером и А. Некричем («Утопия у власти: История Советского Союза с 1917 года до наших дней». London, 1986, с. 498): «Часть бывших советских пленных, доставленных на английских судах в Мурманск и Одессу, расстреливались войсками НКВД тут же, в доках». Документы свидетельствуют, что это — выдумка. Так, из 9907 репатриантов, воевавших на стороне нацистской Германии и попавших летом 1944 года в плен к англичанам в боях во Франции, а затем доставленных ими 6 ноября 1944 года в Мурманск, были арестованы органами «Смерш» для ведения следствия 18 человек, 81 больной помещён в мурманские госпитали, а все остальные направлены в фильтрационные лагеря по двум адресам — в Таллинский спецлагерь (ПФЛ) № 0316 (Эстония) и Зашеекский ПФП в Карело-Финской ССР.

## Выплаты и ретрибуции

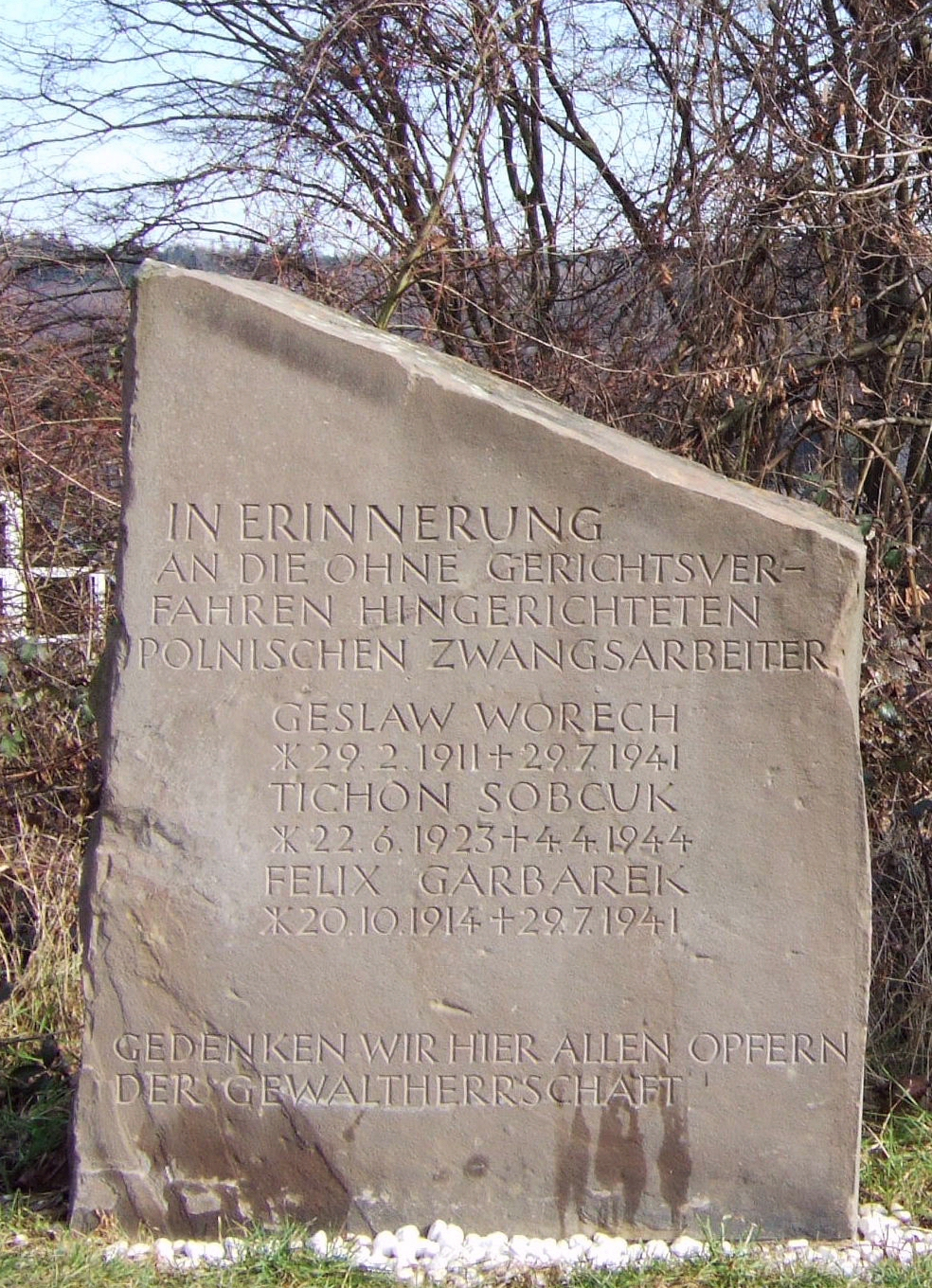
Немецкий памятник убитым цвангарбайтерам-полякам

«Репатриантам» не платили никаких компенсаций за бесплатный труд и моральный ущерб в годы войны из-за того, что Советский Союз в 1953 году отказался от репарационных претензий к ГДР. Бывшие остарбайтеры никак не вписывались в официальную советскую память о войне: их не считали ни узниками фашизма, ни ветеранами.
В основном, выплаты со стороны Германии остарбайтерам и жертвам нацизма в современных странах СНГ носят добровольный характер. Для выплат принудительным рабочим в Германии был создан фонд «Память, ответственность, будущее». Часть средств давали правительства Германии и Австрии, а часть — фирмы, на заводах которых во время войны трудились советские граждане (например, Siemens и Volkswagen). В 1994 году был учреждён специальный фонд, составлявший 10 миллионов марок, для выплаты компенсаций остарбайтерам. Из более чем двух миллионов бывших остарбайтеров, проживавших на территории Украины, подтверждёнными и квалифицированными как имеющих право на получение выплат было признано 700 тысяч человек, каждому из которых было выплачено единовременное пособие в сумме 4300 марок. В зависимости от того, где трудились остарбайтеры, в 1990-е годы им выплачивали от полутора до нескольких тысяч дойчмарок. Позже, с переходом на единую европейскую валюту, средняя сумма компенсаций составляла около 2500 евро. Немалая часть из этих денег не достигла своих получателей.
Украинские остарбайтеры получили выплату меньше в 5 раз, чем их польские «братья по несчастью». В 2006 году выплаты прекратились.
Потомкам украинских остарбайтеров, которые во время Второй мировой войны принудительно работали в Австрии, с 2006 года предоставлена возможность учиться и приобретать профессию в этой стране. Для этого австрийское правительство выделило 25 миллионов евро.

## Культурное наследие

### Творчество Яра Славутича
Украино-канадский поэт Яр Славутич написал стихотворение о Кемптене — лагере, из которого украинские остарбайтеры репатриировались в Советский Союз. Стихотворение было положено на музыку Григорием Китастым — с включением партий соло, мужского хора и аккомпанемента симфонического оркестра. Впервые произведение было исполнено в Вашингтоне в 1959 году.

### «Раскинулись рельсы далеко…»
Также известна песня «Раскинулись рельсы далеко…» — песня об угоне в Германию, на мотив «Раскинулось море широко». Текст песни был опубликован в газете «Известия» 22 декабря 1945 г. Публикация А. Твардовского «Из песен о немецкой неволе». Песня взята из самодельного рукописного сборника, найденного советским офицером в бараке для остарбайтеров в Штаблаке (Германия), озаглавленного: «Альбом для пісень з життя в Германiï, 1944 року, Надiï Коваль». Как пишет А. Твардовский, 

здесь представлены из книжечки Надежды Коваль те песни, которые, по всем данным, сложились в кругу одного девического землячества и представляют собой как бы часть единого произведения о жизни советской девушки в фашистской неволе
Раскинулись рельсы далёко, 

По ним эшелоны гремят, 

Они с Украины вывозят 

В Германию наших девчат.
Прощай же, родной городишко, 

И ты, дорогая семья, 

И ты, чернобровый мальчишка, 

И первая встреча моя.
Прощайте, зелёные парки, —   

Мне больше уж вас не видать. 

Я буду в неметчине этой 

Свой век молодой горевать.
А если вернётся с победой  

Мой брат, черноморец, домой, 

То вы ему всё расскажите 

Тогда о сестрёнке родной.